# Ananas Victoria

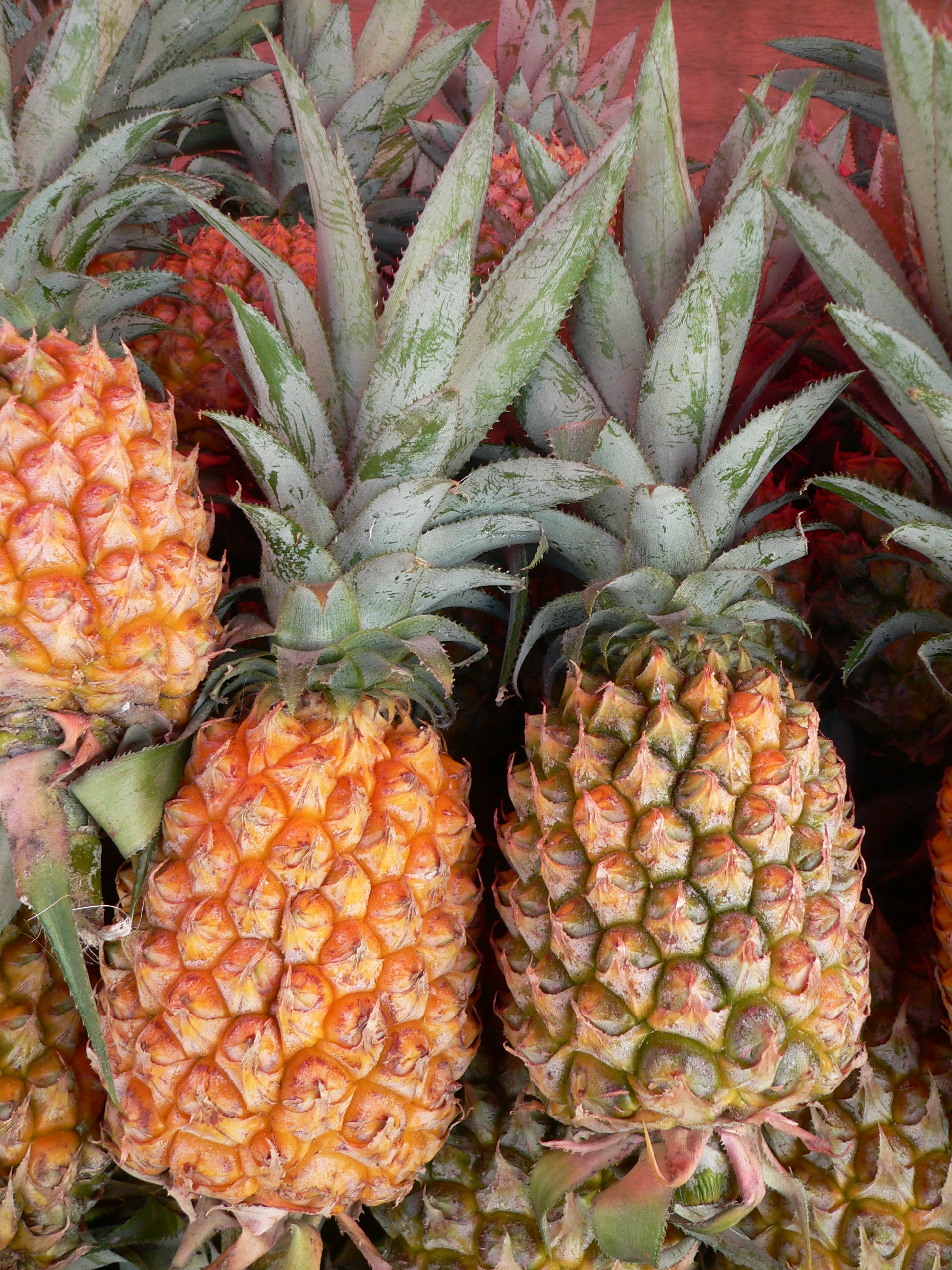
Ananas Victoria en vente à La Réunion.

L'ananas Victoria est une variété de l'ananas cultivée sur l'île Maurice et l'île de La Réunion, dans le sud-ouest de l'océan Indien.